# Dolok Sanggul (Simangumban)
Dolok Sanggul is een bestuurslaag in het regentschap Tapanuli Utara van de provincie Noord-Sumatra, Indonesië. Dolok Sanggul telt 616 inwoners (volkstelling 2010).